# Шломо Арци
Шломо Арци (хебр. שלמה ארצי, романизовано Shlomo Artzi; Алонеј Аба, 26. новембар 1949) израелски је фолк-рок певач, кантаутор, композитор, колумниста и глумац. Сматра се једним од најуспешнијих израелских певача свих времена. У досадашњој каријери објавио је 26 студијских албума и три албума дечијих песама, које је продао у више од 1,5 милиона примерака. Године 2008. додељена му је награда за животно дело. 
Представљао је Израел на Песми Евровизије у Стокхолму 1975. где је са песмом At Va'Ani заузео укупно једанаесто место са 40 бодова.